# بلو لاک
بُلو لاک (به ژاپنی:ブルーロック،هپبورن:Burū Rokku، به فارسی:قفل ابی) یک مجموعه مانگای ورزشی ژاپنی است که توسط مونه‌یوکی کانِشیرو نوشته شده و به‌وسیلهٔ یوسکه نومورا مصورسازی شده است. این سری از اوت ۲۰۱۸ تا سال ۲۰۲۱ در هفته‌نامه شونن کودانشا به صورت سریالی در حال انتشار است. اقتباس از مجموعه تلویزیونی انیمه توسط استودیوی ایت بیت در اکتبر ۲۰۲۲ به نمایش درآمد. بسیاری از افراد این اثر را با اثر صاحب نام دیگری در این ژانر، فوتبالیست‌ها مقایسه می‌کنند.
بُلو لاک در سال ۲۰۲۱ چهل و پنجمین جایزه مانگای کودانشا را در رده شونن کسب کرد.

## داستان
داستان با حذف ژاپن از جام جهانی فوتبال ۲۰۱۸ آغاز می‌شود، که باعث می‌شود اتحادیه فوتبال ژاپن برنامه ای را برای بازبینی بازیکنان دبیرستانی شروع کند که تمرینات خود را برای آماده‌سازی برای جام ۲۰۲۲ آغاز می‌کنند. ایساگی یوییچی، مهاجم، دعوتنامه‌ای را برای این برنامه دریافت می‌کند، زیرا تیمش شانس رفتن به تیم ملی را از دست می‌دهد زیرا به هم تیمی کم مهارت و ضعیف خود پاس داد و او موقعیت گل عالی را خراب کرد.
مربی آن‌ها اگِو جینپاچی خواهد بود، او قصد دارد با معرفی یک برنامه جدید رادیکال، ژاپن را از بازنده بودن درآورد: ۳۰۰ مهاجم جوان را در یک مؤسسه شبیه زندان به نام " بُلو لاک (یا قفل آبی)" آن‌ها را تحت آموزش‌های سختگیرانه با هدف ساختن بزرگ‌ترین و بهترین مهاجم‌های جهان منزوی کرده است.

## رسانه

### مانگا
بُلو لاک توسط مونه‌یوکی کانِشیرو نوشته شده و توسط یوسکه نومورا تصویرسازی شده است. این مجموعه در هفته‌نامه شونن کودانشا در ۱ اوت ۲۰۱۸ آغاز شد. کودانشا فصل‌های خود را در مجلات جداگانه تانکوبون جمع‌آوری کرده است. جلد اول در ۱۶ نوامبر ۲۰۱۸ منتشر شد.  تا ۱۵ مارس ۲۰۲۴، بیست و هشت جلد منتشر شده است.
| شماره | تاریخ انتشار   | شابک                   |
| ----- | -------------- | ---------------------- |
| ۱     | ۱۶ نوامبر ۲۰۱۸ | شابک ‎۹۷۸−۴−۰۶−۵۱۳۴۰۰−۹ |
| ۲     | ۱۷ ژانویه ۲۰۱۹ | شابک ‎۹۷۸−۴−۰۶−۵۱۴۱۲۱−۲ |
| ۳     | ۱۵ مارس ۲۰۱۹   | شابک ‎۹۷۸−۴−۰۶−۵۱۴۴۴۷−۳ |
| ۴     | ۱۷ژوئن ۲۰۱۹    | شابک ‎۹۷۸−۴−۰۶−۵۱۵۴۵۰−۲ |
| ۵     | ۱۶ اوت ۲۰۱۹    | شابک ‎۹۷۸−۴−۰۶−۵۱۶۳۳۶−۸ |
| ۶     | ۱۷اکتبر ۲۰۱۹   | شابک ‎۹۷۸−۴−۰۶−۵۱۷۱۶۷−۷ |
| ۷     | ۱۷ ژانویه ۲۰۱۹ | شابک ‎۹۷۸−۴−۰۶−۵۱۷۸۸۷−۴ |
| ۸     | ۱۷ مارس ۲۰۱۹   | شابک ‎۹۷۸−۴−۰۶−۵۱۸۵۵۹−۹ |
| ۹     | ۱۵ مه ۲۰۲۰     | شابک ‎۹۷۸−۴−۰۶−۵۱۸۸۵۴−۵ |
| ۱۰    | ۱۷ اوت ۲۰۲۰    | شابک ‎۹۷۸−۴−۰۶−۵۲۰۳۶۰−۶ |
| ۱۱    | ۱۶ اکتبر ۲۰۲۰  | شابک ‎۹۷۸−۴−۰۶−۵۲۱۰۱۸−۵ |
| ۱۲    | ۱۷ دسامبر ۲۰۲۰ | شابک ‎۹۷۸−۴−۰۶−۵۲۱۶۳۸−۵ |
| ۱۳    | ۱۷ مارس ۲۰۲۱   | شابک ‎۹۷۸−۴−۰۶−۵۲۲۰۷۳−۳ |
| ۱۴    | ۱۷ مه ۲۰۲۱     | شابک ‎۹۷۸−۴−۰۶−۵۲۳۱۴۸−۷ |

### انیمه
اقتباس انیمه ای در ۱۲ اوت ۲۰۲۱ معرفی شد. این مجموعه توسط استودیو ایت بیت تهیه و به کارگردانی تاتسوکی واتانابه ساخته شد و شونسکه ایشیکاوا به عنوان دستیار کارگردان، تاکو کیشیموتو ناظر فیلمنامه‌های این مجموعه است، ماسارو شیندو ارائه دهنده طرح‌های اصلی شخصیت و به عنوان کارگردان اصلی انیمیشن، هیشاشی توجیما به عنوان کارگردان اصلی اکشن و جون مورایاما آهنگسازی موسیقی را بر عهده داشت. اثر در سال ۲۰۲۲ پخش شد.

## بازخورد
این مجموعه توسط مانگاکا هاجیمه ایسایاما نویسنده اثر معروف و پر آوازه حمله به تایتان پیشنهاد شده است. بُلو لاک یکی از ۳ سری برتر مانگای ورزشی "کمیک‌های توصیه شده کارکنان کتابفروشی در سراسر جهان از سال ۲۰۲۰" توسط باشگاه هونیا بود. بلو لاک چهل و پنجمین جایزه مانگای کودانشا را در رده شونن در سال ۲۰۲۱ به دست آورد. 